# Popolazione biologica
In biologia, una popolazione è un insieme di organismi o individui che coesistono in uno stesso spazio e tempo, condividendo certe proprietà biologiche (fondamentalmente con esseri della stessa specie), le quali producono un'alta coesione riproduttiva ed ecologica del gruppo.
- La coesione riproduttiva implica l'interscambio di materiale genetico fra gli individui.
- La coesione ecologica si riferisce alla presenza di interazioni fra loro, i quali risultano possedere requisiti simili per la sopravvivenza e la riproduzione, occupando uno spazio generalmente eterogeneo in quanto alla disponibilità di risorse.

In biologia, un significato speciale della popolazione, impiegato nella genetica ed evoluzione è quello che definisce un gruppo riproduttivo i cui individui si incrociano unicamente fra loro, sebbene biologicamente sarebbe loro possibile riprodursi anche con tutti gli altri membri della specie o sottospecie. Le principali cause per cui le popolazioni risultano delimitate sono l'isolamento fisico e le differenze del comportamento.
In ecologia, un insieme di popolazioni locali parzialmente isolate fra loro, si chiama metapopolazione.

## Tipi di popolazione
Secondo le relazioni che si stabiliscono fra gli individui che le conformano, le popolazioni possono classificarsi in vari tipi.

### Popolazioni familiari
Sono quelle in cui l'unione fra gli individui che le compongono è creata da vincoli di parentela, originati da una coppia di sesso distinto che si riproduce e genera una discendenza più o meno numerosa.

### Popolazioni gregarie
Sono quelle formate dal trasporto passivo o dalla mobilitazione di individui imparentati fra loro e che si mobilitano insieme. Un esempio di ciò è dato dai banchi di pesci (sardine, tonno), gli stormi di uccelli migratori (oche canadesi, rondini), branchi di mammiferi (renne, gnu) e insetti (cavallette, farfalle monarca). Questo vincolo non sempre è permanente e si produce con un solo scopo, come può essere quello della migrazione, la mutua difesa o la ricerca di cibo.

### Popolazioni statali
Sono quelle che si caratterizzano per la divisione e specializzazione del lavoro tra i suoi membri e che rende loro impossibile la vita in forma isolata. Esempio di ciò sono gli insetti sociali come le api, termiti e formiche.

## Proprietà delle popolazioni
Esistono certi attributi propri degli organismi nella loro organizzazione in popolazioni, che non si presentano in ognuno degli individui isolati. Queste caratteristiche o proprietà permettono di definire le distinte popolazioni.

### Potenziale biotico
Si riferisce alla massima capacità che possiedono gli individui di una popolazione per riprodursi in condizioni ottimali. Questo fattore è inerente alla specie e rappresenta la capacità massima riproduttiva delle femmine facendo affidamento su un'ottima disponibilità di risorse.

### Resistenza ambientale
Si riferisce all'insieme di fattori che impediscono a una popolazione di raggiungere il potenziale biotico. Questi fattori possono essere tanto biotici quanto abiotici e regolano la capacità riproduttiva di una popolazione in maniera limitante. Questi fattori possono rappresentare tante risorse (come acqua, rifugio, cibo) come l'interazione con altre popolazioni (vedere nicchia ecologica).

### Modelli di crescita
Si riferiscono al tipo di grafica che rappresenta il tasso di accrescimento di una popolazione. Così possiamo trovare curve con accrescimento sigmoideo, esponenziale o decrescente, determinate tanto dal potenziale biotico nella loro interazione con la resistenza ambientale, quanto dalla capacità di carico che rappresenta la quantità media di individui che coesistono quando la curva di accrescimento si trova nella fase di equilibrio. Si viene a definire anche la capacità di carico come il numero massimo di individui che un mezzo determinato può sopportare. Lo sviluppo di questa curva possiede differenti tappe, essendo rappresentata dal numero di individui per unità di tempo e, rispetto ai cicli biologici caratteristici di ogni specie, differenti tappe, come:
- Fase lenta o fase lag.
- Fase logaritmica o log.
- Fase stabile o di equilibrio

### Tassi di natalità e mortalità
Questi tassi sono determinati sia dalla specie (caratteristica specifica) che dalle condizioni del mezzo (resistenza ambientale, capacità di carico) e rappresentano la quantità di individui che nascono per unità di tempo e la quantità che muore per unità di tempo, rispettivamente. Questi valori a sua volta distinguono un terzo concetto, quello di densità di popolazione che rappresenta la quantità di individui coesistenti per unità di superficie, fattore indicatore della disponibilità geografica delle risorse. Lo sviluppo delle distinte condizioni del mezzo determinerà una configurazione spaziale eterogenea dove troveremo "fette" di popolazioni più dense in luoghi ad alta disponibilità di risorse e meno dense in zone più isolate. Questa configurazione è dinamica. D'altra parte, poiché la popolazione è anche dinamica, la sua composizione sarà definita anche dalla emigrazione e immigrazione di individui, fattore che non è inerente alla popolazione in questione.